# ユダヤ・ローマ戦争

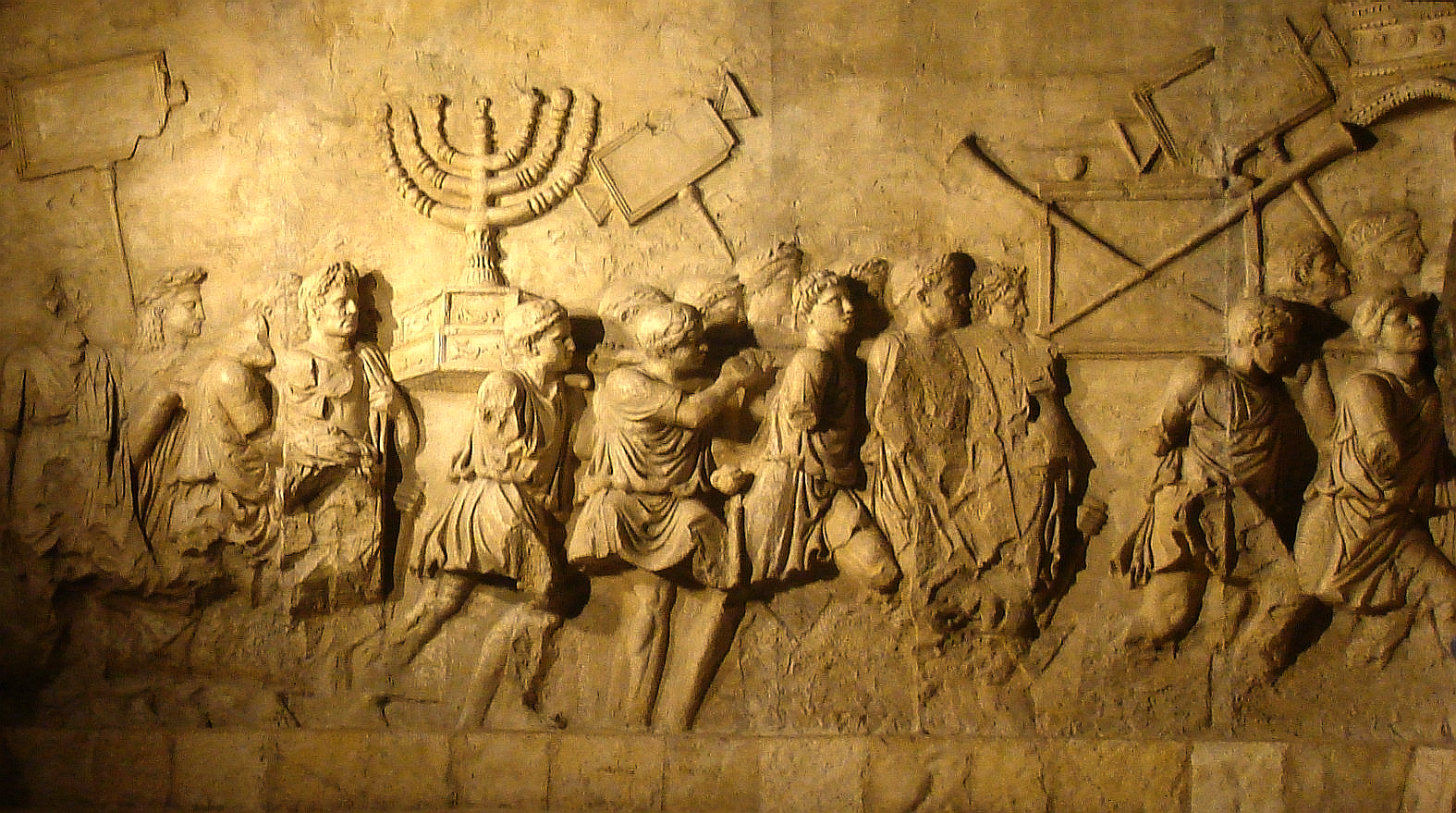
ティトゥスの凱旋門に刻まれたローマ軍の勝利の様子。第二神殿から備品を運び出している図。

ユダヤ・ローマ戦争（英語: Jewish–Roman wars）は、西暦66年から135年にかけて、東地中海のユダヤ属州のユダヤ人らがローマ帝国に対して起こした一連の大規模な反乱。
その結果、ユダヤ人らは敗戦し、エルサレム近郊に居住することを禁止された。ローマ人はユダヤ人の居住地を植民地アエリア・カピトリナに再建し、元のユダヤ属州はシリア・パレスティナと改名された。
ユダヤ人のディアスポラは進み、ユダヤ人の中心地はガリラヤからバビロニアに移転し、また、より小さな集団として地中海や中東、その他の地域に居住地が広がった。

## 経過
ユダヤ教はトーラー（モーゼ五書）の創世記に基づいて信者から十分の一税を徴収しており、キュロス2世が新バビロニアを滅ぼしアケメネス朝ペルシア帝国を成立させたことで、ユダヤ人らがバビロン捕囚から解放されエルサレムに戻った際に、第二神殿の建設が始まった。神殿は紀元前517もしくは518年、ダレイオス1世統治6年目ごろに完成した。
しかし紀元前330年、ダレイオス3世の時代、マケドニアのアレクサンドロス大王の遠征軍によってペルシア帝国が滅ぼされた。セレウコス朝およびプトレマイオス朝の支配を受けたのち、ハスモン朝を打ち立てたものの、第三次ミトリダテス戦争でローマが勝利したためローマの保護国（クリエンテス）となり、紀元前1世紀にはローマ帝国のユダヤ属州となった。
紛争の経過については以下の項目を参照。
- エルサレム攻囲戦（紀元前63年）
- ガリラヤの蜂起（8年）
- キリストの磔刑（30年頃）
- アレクサンドリア暴動 （38年）
- ヤコブとシモンの乱（英語版）（46年） - ユダヤ属州のガリラヤを中心に起きた熱心党のシモンらによる蜂起。
- ユダヤ戦争（66年-74年） - 69年、ローマの将軍ティトゥス（のち皇帝。タイタス）の攻撃により、第二神殿が陥落。
- キトス戦争（英語版）（115年-117年） - キレナイカのルクアス（英語版）が指導した反乱。ローマ軍の将軍ルシウス・クィエトゥス（英語版）により鎮圧
- バル・コクバの乱（132年-136年） - バル・コクバによるユダヤ独立戦争であったが、ハドリアヌス帝が鎮圧。

## 結果
第二神殿が破壊されたことにより、ユダヤ教信徒の活動はトーラーの研究やシナゴーグでの集会が中心となってゆき、タルムードが成立し、ラビ・ユダヤ教が発展した。
バル・コクバの乱の後には、ユダヤ人らはアエリア・カピトリナに移住することになり、ユダヤ教は弾圧を受け、嘆きの壁などの訪問を許されるのはティシュアー・ベ＝アーブの日のみに制限された。
バル・コクバの乱を支持していなかったユダヤ人キリスト教徒もいたが、彼らもまたエルサレムからは追放され、ディアスポラが進行することとなった。